# Raška
Velika kneževina Srbija (srbsko Великожупанска Србија, Velikožupanska Srbija) ali Raška (srbsko Рашка, Raška), latinsko Rascia)[a] je bila srednjeveška srbska država, ki je obsegala sedanjo Srbijo, Črno Goro, Bosno in Hercegovino in južno Dalmacijo. Središče kneževine je bila pokrajina Raška, po kateri je dobila ime. Nastala je okoli leta 1091 kot vazalna kneževina Duklje, srbske države, ki je sama nastala iz zgodnjesrednjeveške Srbske kneževine s središčem v Raški do leta 960. O njej je v primarnih virih po bolgarsko-bizantinskih vojnah zelo malo podatkov.
Ustanovitelj kneževine Vukan je prevzel naziv veliki knez, ko je njegov stric in vladar Duklje Konstantin  Bodin po desetletjih upora končal v bizantinski ječi. Medtem ko je bila Duklja prizadeta zaradi državljanskih vojn, je Raška nadaljevala boj proti Bizantincem. Raška dinastija Vukanović  je uspela dobiti pod svojo oblast večino nekdanje srbske države in se razširiti  na jug in vzhod. Knezi so preko diplomatskih zvez z Ogrsko uspeli obdržati svojo neodvisnost preko sredine 12. stoletja. V dinastični državljanski vojni leta 1166 je zmagal Štefan Nemanja. Njegov sin Štefan je bil leta 1217 kronan za prvega srbskega kralja, medtem ko je srednji sin Rastko (Sveti Sava) leta 1219 postal prvi nadškof Srbije.

## Ozadje
Po De administrando imperio so se Srbi naselili na Balkanu pod zaščito bizantinskega cesarja Heraklija (vladal 610–641). Vladala jim je dinastija, ki je v zgodovinopisju znana kot Vlastimirovići. Slovani so se začeli naseljevati v zgodnjem 6. stoletju, potem ko so prodrli globoko na bizantinsko ozemlje. Naselili so se v "pokristjanjeni Srbiji" ("srbsko zaledje", anahronistično znano kot "Raška"), ki je vključevalo Bosno, Pomorje, Travunijo, Zahumje in Paganijo, medtem ko je bila obmorska Duklja bizantinska, čeprav je bila domnevno naseljena s Srbi.  Sredi 9. stoletja je Bizantinsko cesarstvo napadla dotlej mirna soseda Bolgarija, vendar je bila v vojni poražena.  Srbija je bila povsem krščanska okoli leta 870, čeprav so bile misije opravljene že v času cesarja Heraklija. V naslednjih desetletjih so se v dinastiji Vlastimirović dogajale nasledstvene vojne in Srbija je postala predmet bizantinsko-bolgarskega rivalstva. Po De administrando imperio se je dinastija končala s smrtjo kneza Časlava okoli leta 950 in država je razpadla. Bizantinci so ustanovili kratkoživ Raški katapanat z vojaško upravo, ki se je končal kmalu po bizantinski osvojitvi Bolgarije. Ponovno je bil ustanovljen okoli leta 1018 skupaj z Sirmijsko (Sremsko) temo, ki ni segala globoko v Raško. 
Duklja se je medtem razvila v dominantno srbsko kneževino, ki so jo Bizantinci imenovali Srbija. Obsegala je Raško, Travunijo in Zahumje. Knez Štefan Vojislav (fl. 1034–1043), vazal Bizantinskega cesarstva, se je na začetku 11. stoletja uprl in uspel dobiti oblast na ozemlju nekdanje srbske kneževine in ustanoviti dinastijo  Vojislavljević.  V obdobju od leta 1043 do 1080 je Duklja pod Mihajlom I. Vojislavljevićem  (vladal  1050–1081) in njegovim sinom Konstantinom Bodinom (vladal 1081–1101) dosegla svoj vrh. Mihajlo je potem, ko je zapustil bizantinsko stran in podprl slovanski upor na Balkanu, od papeža dobil nominalni naslov "kralj Slovanov". Bodin je v uporu igral ključno vlogo. V svoje kraljestvo je vključil srbsko zaledje in tam instaliral vazalne vladarje. Kraljestvo je postalo najmočnejša srbska politična enota. Njeni vladarji so se naslavljali s  "knez Srbije" ali  "knez Srbov".  Bodinov vzpon je bil kratkotrajen, ker so ga Bizantinci porazili in aretirali. Potisnjenega v ozadje je na oblasti zamenjal njegov sorodnik in vazal Vukan in postal neodvisen vladar Raške. Medtem ko so se v Duklji začele državljanske vojne, se je Vukan še naprej boril proti Bizantincem.

## Zgodovina
Leta 1091 ali 1092 je postal Vukan neodvisen vladar in se začel naslavljati z "veliki knez" (veliki župan).  Središče njegove države je bil Ras v bližini sedanjega Novega Pazarja. Njemu podrejeni so bili lokalni grofi (župani), ki so bili v svojih domenah bolj ali manj avtonomni, vendar dolžni z vojsko podpreti velikega kneza. Do priključitve k Duklji so bili položaji županov očitno dedni.
Vukan je začel okoli leta 1090 vdirati na bizantinsko ozemlje na področju Kosova. Bizantinci se temu sprva niso mogli upreti, ker so bili v vojni s Pečenegi. Po porazu Pečenegov je vojska Alekseja I. Komnena pod poveljstvom draškega stratega leta 1092 premagala Vukana. Aleksej je nato na čelu mnogo večje vojske napadel Raško. Vukan je k njemu poslal mirovne pogajalce. Aleksej je njihov predlog za sklenitev miru hitro sprejel, ker so medtem začeli Bolgarijo vse do Odrina pleniti Kumani. Kmalu po cesarjevem odhodu je Vukan prelomil mirovni dogovor in začel širiti svojo kneževino v dolino Vardarja, osvojil Vranje, Skopje in Tetovo in dobil bogat plen.
Leta 1094 ali 1095 ga je Aleksej ponovno napadel, Vukan pa mu je ponovno ponudil mir in dvajset talcev, vključno s svojima sinovoma Urošem in Štefanom. V tem času je Vukan deloval kot neodvisen vladar in ne kot vazal Duklje. Duklja se zaradi notranjih sporov v konflikte ni vpletala.  Po Bodinovi smrti leta 1001 je Vukan izkoristil nasledstveno vojno v Duklji in sklenil zavezništvo z dukljanskim knezom [[Kočapar Branislavljević|[[Kočapar]]jem]] in z njim leta 1102 napadel Dukljo. Kočaparjevo vladanje je bilo kratko, ker je leta 1103 padel v bitki z Zahumjem.  Vukan je na njegovo mesto  instaliral Vladimirja Vojislavljevića in z njim poročil svojo hčerko. Po razširitvi vpliva na Dukljo je Vukan spomladi leta 1106 ponovno napadel Bizantince, izkoristil takratno invazijo Normanov in porazil socesarja Ivana II. Komnena, novembra istega leta pa je moral v zameno za mir ponovno poslati talce. Po tej vojni se Vukan nič več ne omenja. Domneva se, da je okoli leta 1112 umrl. Nasledil ga je sorodnik Uroš I. Vukanović.
Leta 1113 ali 1114 je bizantinska vojska iz Drača napadla Dukljo in zasedla njeno prestolnico Skutari. Knez Jure je pobegnil v Raško pod Uroševo zaščito in se poročil z njegovo sorodnico, Bizantinci pa so na njegov položaj postavili svojega varovanca. Leta 1125 sta Uroš in Jure napadla Dukljo in osvojila večino njenega ozemlja. Po bizantinski invaziji na dukljansko obalo sta za vladarja Duklje uradno priznala  Gradinjo in hkrati začela gverilsko vojno, ki se je končala z Juretovo aretacijo. Gradinja je vladal samo v majhnem delu Duklje in kasneje okrepil svoje vezi z Raško.
Okoli leta 1127 je izbruhnila bizantinsko-ogrska vojna, v kateri so Ogri osvojili Beograd in zatem prodrli do Niša, Sofije in Plovdiva, potem pa jih je na kopnem in na Donavi porazil Ivan II. Komnen. Srbi, ki so medtem priznali bizantinsko nadoblast, so izgnali bizantinskega guvernerja Rasa Kritopla, ki je pobegnil v Konstantinopel in postal predmet posmeha.
Uroš I. je imel z Ano Diogeniso, vnukinjo bizantinskega cesarja Romana IV. Diogena, tri sinove, Uroša II., Deso in Beloša, in hčerko Jeleno. 1. marca 1131 je Jeleno poročil z ogrskim kraljem Bélo II., ki je bil slep in se je moral povsem zanašati na sovladarko Jeleno. Jelena je ukazala na skupščini  Aradu ubiti  68 aristokratov pod obtožbo, da so krivi za Bélovo oslepitev. Leta 1137 je Ladislav, sin Béle II. in Jelene, postal naslovni ban Bosne. Bélo II. je po smrti 13. februarja 1141 nasledil najstarejši sin Géza II., ki je bil še otrok. Jelena je zato na dvor povabila brata Beloša, s katerim sta kot regenta vladala do septembra 1146, ko je Géza postal  polnoleten.  Beloš je leta 1145 dobil naslov comes palatinus (dvorni palatin), ki je bil najvišji dvorni naslov in je hkrati pomenil, da lahko po potrebi kadar koli zamenja kralja. Beloš je od leta 1142  do 1157 služboval kot hrvaški ban.
Uroša I. je leta 1145 nasledil njegov sin Uroš II. Primislav, ki je imel tesne vezi z Belošem.  Okoli leta 1148 se je politično stanje na Balkanu razdelilo na dva strani: na prvi je bilo Bizantinsko cesarstvo in njegova zaveznica Beneška republika, na drugi pa Normani iz južne Italije in Ogrsko kraljestvo. Normani so se zavedali, da se bodo morali po morebitnem vojaškem porazu umakniti domov v Italijo. Cesar Manuel I. Komnen se je po porazu s Kumani leta 1148 povezal tudi z Germani. Ogri in Normani in tudi Srbi  so bili zainteresirani, da Normani ustavijo Manuelove poskuse ponovne vzpostavitve bizantinske  oblasti v Italiji. Ko je Manuel v Avloni načrtoval ofenzivo preko Jadranskega morja,  se je Uroš II. leta 1149 s podporo ogrske vojske uprl Bizantincem. Upor Srbov je zanje pomenil resno nevarnost, ker bi lahko med bizantinsko invazijo na Italijo napadli in osvojili bizantinska oporišča na Jadranskem morju.  Srbi so najprej napadli bizantinskega zaveznika Radoslava Dukljanskega, ga potisnili v Kotor na skrajnem jugozahodu Duklje  in mu pustili samo ozek pas jadranske obale. Radoslav je prosil za pomoč cesarja,  ki mu je iz Drača poslal nekaj vojakov. Letopis popa Dukljanina se tukaj konča, verjetno zaradi smrti avtorja.
Balkan je bil tik pred izbruhom velike vojne: Uroš II. in Desa, ki je v listini iz leta 1150 omenjen kot "dux Duklje, Travunije in Zahumja", sta v strahu pred bizantinskim maščevanjem prosila za pomoč svojega brata Beloša, ogrskega dvornega palatina. Ogrska vojska je igrala v Srbiji pomembno vlogo do leta 1150, ko je Uroš II.  prisegel zvestobo bizantinskemu cesarju Manuelu I. in zahteval,  da se Desa  aretira. Ponovno je pridobil oblast na večini svojega ozemlja in knežji naslov in priznanje "vladarja dalmatinskih dežel".  Dese niso aretirali in brata sta vladala kot Manuelova vazala. Dogajanja so bila začetek  tistega, kar se je  razvilo v tekmovanje med bizantinskim in svetim rimskim cesarjem, ki se je kmalu preselil nas Ogrsko.
Manuel I. je leta 1151 napovedal vojno Ogrski, ker je podpirala srbske upore proti bizantinski oblasti. Svojo vojsko je poslal v Srem in preko Donave. Bizantinci so povzročili veliko opustošenje in se nato umaknili. Operacija je bila v vseh pogledih kazenski pohod brez namena zasedbe  ozemlja in Géza II. je kmalu zatem podpisal mirovni sporazum. V naslednjih dvajset letih je bilo še deset podobnih pohodov proti Ogrski, s katerimi je Manuel I. uspel obdržati Ogre pod nadzorom na Balkanu, vendar na račun opustitve konfliktov z Normani.
Leta 1153 je Desa izrinil Uroša II. s prestola, ker je bila pro-ogrska frakcija na srbskem dvoru ogorčena zaradi bizantinske nadoblasti. Jeseni 1154 je Manuel I. pomiril spore med bratoma in leta 1155 ali 1156 vrnil oblast Urošu II., Desi pa je dal apanažo Dendra pri Nišu. Leta 1161-1162 je Uroša II. za nekaj časa zamenjal Beloš, ki se je nato vrnil na svoj položaj  na Ogrskem in Hrvaškem. Uroš II. je umrl verjetno leta 1165 ali 1166.
Manuel I. je na njegovo mesto imenoval Tihomirja Zavidovića, sina Uroševega bližnjega sorodnika Zavida, vladarja Zahumja. Oblast je bila razdeljena na Tihomirja in njegove tri mlajše brate: Tihomir je imel vrhovno oblast, medtem ko je Stracimir vladal  v Zahodni Moravi, Miroslav v Humu in Travuniji in Štefan Nemanja v Toplici, Ibarju, Rasini in Reki. Najmlajšemu bratu Nemanji je Manuel I. dal tudi pokrajino Dubočica. Nemanja je sodeloval v bizantinskem pohodu proti Ogrom leta 1164. Tihomir je v Nemanjevih tesnih vezeh z Bizantinci najverjetneje videl grožnjo. Razen tega je Nemanja brez njegovega soglasja gradil samostane v Kuršumliji in pri Kosanici in trdil da ima glede tega popolno svobodo. Tihomir se s tem seveda ni strinjal in menil, da želi Štefan doseči neodvisnost.
Tihomir je Nemanjo aretiral  in zasegel njegovo ozemlje. Nemanjevi pristaši so začeli trditi, da ga je aretiral zato, ker nasprotuje gradnji cerkva, in proti Tihomirju obrnili srbsko Cerkev. Nemanja je pobegnil iz ječe in dobil nazaj svoje ozemlje. Z bizantinsko pomočjo je leta 1167  porazil svoje brate in jih izgnal v Konstantinopel. Postal je močan vladar, Bizantinci pa so želeli, da bi bila Srbija razdrobljena in zato šibka in so izgnane brate osvobodili. Tihomir se je z vojsko odpravil v Srbijo  iz Skopja in pri Zevčanu naletel na veliko Nemanjevo vojsko. Nemanja ga je pri Pantinu prepičljivo porazil, Tihomir pa je utonil v bližnji reki. Po zmagi je ujel druga brata in z njima sklenil mir. Vrnil jima je oblast na njunih prejšnjih ozemljih in v zameno dobil njuno priznanje edinega vladarja Srbije.

## Uprava

### Upravne enote
- Srbske dežele (Raška)
  - Ras
  - Drina
  - Patkovo
  - Hvosno
  - Podrimje
  - Toplica
  - Ibar
  - Rasina
  - Zahodna Morava
  - Dubočica
  - Kostrc
  - Draškovina
  - Sitnica
  - Lab
  - Lipljan
  - Glbočica
  - Reke
  - Uska
  - Pomoravje
  - Zagrlata
  - Levče
  - Belica
  - Lim
  - Kujavča
  - Zatrnava
- Zeta (zgodovinska Duklja)
  - Luška
  - Budva
  - Onogošt
  - Oblik
  - Ribnica
- Zahumje
  - Ston
  - Popovo
  - Dubrava
  - Luka
  - Dabar
  - Žapska
  - Gorička
  - Večenik
- Travunija
  - Trebinje
  - Urmo
  - Konavle
  - Risan
  - Rudina
- Raban (Arbanon)
  - Pilot

## Gospodarstvo
Pomembna trgovska cesta Via de Zenta (Zetska cesta), ki je povezovala Jadransko morje s Srbijo, se je začela ob ustju Bojane v skadarskem pristanišču in se nadaljevala po dolini reke Drim do Prizrena, Lipljana, Novega Brda in Vranja do Niša. Cesto sta za trgovanje s Srbijo in Bolgarijo uporabljali Beneška in Dubrovniška republika.
Ivan Kinam (okoli 1143-okoli 1200) je po bizantinski zmagi v Galiču pri Kosovski Mitrovici leta 1149 zapisal, da je bilo med ujetimi barbari "veliko takih, ki so bili delno vojaki delno živinorejci". 
Viljem iz Tira je na potovanju preko Srbije v Sveto deželo leta 1168 takole opisal Srbe: "So bogati z živino in drobnico in nenavadno dobro založeni z mlekom, sirom, maslom, mesom. medom in voskom".
V 12. in 13. stoletju je imela Dubrovniška republika  veliko koristi od tega, da je postala ztgovska izpostava rastoče in uspešne srbske države, zlasti po podpisu pogodbe s Štefanom Prvokronanim.  Leta 1268 sta Štefan Uroš I. in Dubrovniška republika sklenila sporazum, s katerim je morala slednja srbskemu kralju plačevati tako imenovani svetodimitrijski davek v višini 2.000 perperjev letno.

## Arhitektura

### Cerkvena arhitektura
- samostan sv. Nikolaja, Kuršumlija
- samostan sv. Matere Kristusove med Kosanico in Toplico
- samostan Jurijevi stebri (Đurđevi stupovi), 1171, Ras
- cerkev Brezmadežne davice Marije in dobrotnice (Studenica), 1190
- cerkev sv. Matere Kristusove na sotočju Bistrice in Lima
- samostan sv. Nikolaja v Končulju na Ibarju
- ženski samostan Matere Kristusove v Rasu

## Vladarji
- Vukan I. (1091-1112)
- Uroš I. Vukanović (1112–1145)
- Uroš II. Primislav (1145–1153)
- Desa Vukanović (1153–1155)
- Uroš II. Primislav (1155–1162)
- Beloš Vukanović (1162)
- Desa Vukanović (1162–1166)
- Tihomir Zavidović (1166–1168)
- Nemanja (1168–1196)
- Štefan Prvokronani (1196–1202)
- Vukan Nemanjić (1202–1204)
- Štefan Prvokronani (1204–1217)